# Virgin Interactive
Virgin Interactive (w latach 1981–1994 pod nazwą Virgin Games) – brytyjski wydawca gier komputerowych, działający w latach 1981–2003.
Virgin Interactive powstało za sprawą Richarda Bransona w ramach konglomeratu Virgin Group. W latach 80. XX wieku zajmowało się dystrybucją gier przeznaczonych na takie platformy, jak Amiga, ZX Spectrum, Amstrad CPC i Commodore 64. W latach 90. wsławiło się jako wydawca takich gier, jak Dune (1992, Cryo Interactive), The 7th Guest (1993, Trilobyte), Cannon Fodder (1993, Sensible Software) i Command & Conquer (1995, Westwood Studios).
Kryzys Virgin Interactive przypadł na przełom XX i XXI wieku. W 1999 roku spółka została sprzedana przez Bransona. Aktywa spółki zakupiło francuskie przedsiębiorstwo Titus Interactive, które zmieniło jego nazwę na Avalon Interactive w 2003 roku. Ta firma działała do 2005 roku, kiedy upadła wraz ze swoją spółką-matką.